# Pulau Pekan
Pulau Pekan is een bestuurslaag in het regentschap Bungo van de provincie Jambi, Indonesië. Pulau Pekan telt 678 inwoners (volkstelling 2010).